# Cottonwood (Kalifornija)
Cottonwood je naseljeno područje za statističke svrhe u američkoj saveznoj državi Kalifornija. Prema popisu stanovništva iz 2010. u njemu je živjelo 3,316 stanovnika.